# Baryancistrus niveatus
Baryancistrus niveatus (лат.) — вид лучепёрых рыб из семейства кольчужных сомов, обитающий в Южной Америке.

## Описание
Общая длина достигает 23,5 см. Голова довольно крупная, несколько уплощена сверху. Рыло немного вытянуто. Глаза небольшие, расположены сверху головы. Рот представляет собой присоску, по бокам рта имеются 2 пары усов. Туловище вытянутое, коренастое. Спинной плавник высокий, широкий, длинный, почти достигает хвостового плавника. Жировой плавник маленький. Грудные плавники широкие, с короткой основой. Брюшные плавники меньше грудных. Анальный плавник маленький. Хвостовой плавник широкий, усечённый.
Окраска коричневая с круглыми пятнами бледно-жёлтого цвета. У каждой особи размеры пятен разный.

## Образ жизни
Это донная рыба. Предпочитает пресную воду. Встречается в среднем течении с песчаным грунтом. Днём прячется среди коряг и зарослей растений. Активна в сумерках и ночью. Питается водорослями, в меньшей степени — мелкими беспозвоночными.

## Распространение
Обитает в реках Токантинс, Тапажос, Ирири, Тромбетас и Шингу.